# Obergericht Göttingen

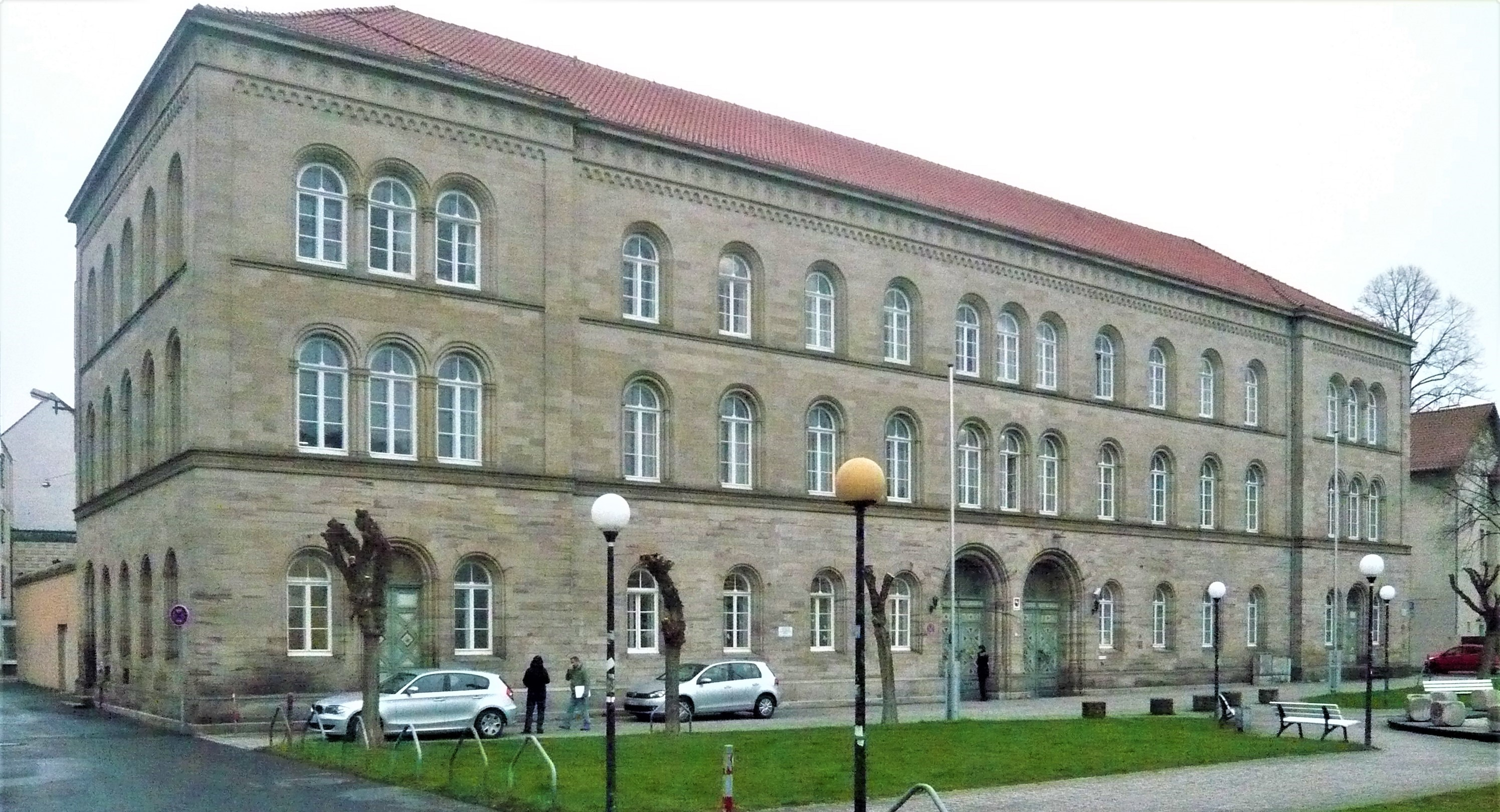
Ehemaliges Obergericht Göttingen, Fassade zum Waageplatz (2012)

Das Obergericht Göttingen war ein großes Obergericht im Königreich Hannover und später im Königreich Preußen. Es hatte seinen Sitz in Göttingen in Niedersachsen. Sein repräsentatives Gebäude im hannoverschen Rundbogenstil am Waageplatz wird heute von der Staatsanwaltschaft Göttingen genutzt.

## Geschichte der Institution

### Hannover
Nach der Revolution von 1848 wurde im Königreich Hannover die Rechtsprechung von der Verwaltung getrennt und die Patrimonialgerichtsbarkeit abgeschafft. In Göttingen betraf das als Mittelinstanz die Justizkanzlei Göttingen.
Zum 1. Oktober 1852 wurden 12 Große und 4 Kleine Obergerichte als Gerichte zweiter Instanz (vergleichbar mit heutigen Landgerichten), darunter das Obergericht Göttingen eingerichtet.
Dem Obergericht Göttingen waren folgende Amtsgerichte nachgeordnet:
- Amtsgericht Adelebsen
- Amtsgericht Bovenden
- Amtsgericht Dransfeld
- Amtsgericht Dassel
- Amtsgericht Friedland (Niedersachsen)
- Amtsgericht Göttingen
- Amtsgericht Moringen
- Amtsgericht Hardegsen
- Amtsgericht Münden
- Amtsgericht Nörten
- Amtsgericht Northeim
- Amtsgericht Reinhausen
- Amtsgericht Radolfshausen
- Amtsgericht Uslar
- Amtsgericht Einbeck[3]

Am 16. Mai 1859 wurden die Obergerichte Dannenberg, Goslar, Osterode und Lehe aufgelöst. Der Gerichtsbezirk des Obergerichtes Osterode wurde dem Obergericht Göttingen zugeschlagen. Dies waren
- Amtsgericht Duderstadt
- Amtsgericht Gieboldehausen
- Amtsgericht Herzberg
- Amtsgericht Lindau
- Amtsgericht Westerhof
- Amtsgericht Osterode am Harz
- Amtsgericht Scharzfeld
- Amtsgericht Hohnstein
- Amtsgericht Elbingerode
- Amtsgericht Zellerfeld
- Amtsgericht Clausthal
- Amtsgericht St. Andreasberg

### Preußen
Mit der Annexion Hannovers durch Preußen 1866 wurde das Obergericht Göttingen in ein preußisches Obergericht umgewandelt. Ihm waren die 13 Amtsgerichte Duderstadt, Einbeck, Elbingerode, Gieboldehausen, Göttingen, Herzberg, Hohnstein zu Ilfeld, Münden, Northeim, Osterode, Reinhausen, Uslar und Zellerfeld nachgeordnet. Übergeordnet war nun das Appellationsgericht Celle. Das Obergericht Göttingen war gleichzeitig Schwurgericht. 1870 gab es 243.871 Gerichtseingesessene. Gerichtetage wurden in Adelebsen, Altenau, St. Andreasberg, Catlenburg, Dassel, Dransfeld, Echte, Friedland, Lauenförde, Lauterberg und Westerhof gehalten.
Im Rahmen der Reichsjustizgesetze wurde das Obergericht Göttingen 1879 aufgehoben und an seiner Stelle das Landgericht Göttingen gebildet.

## Architektur

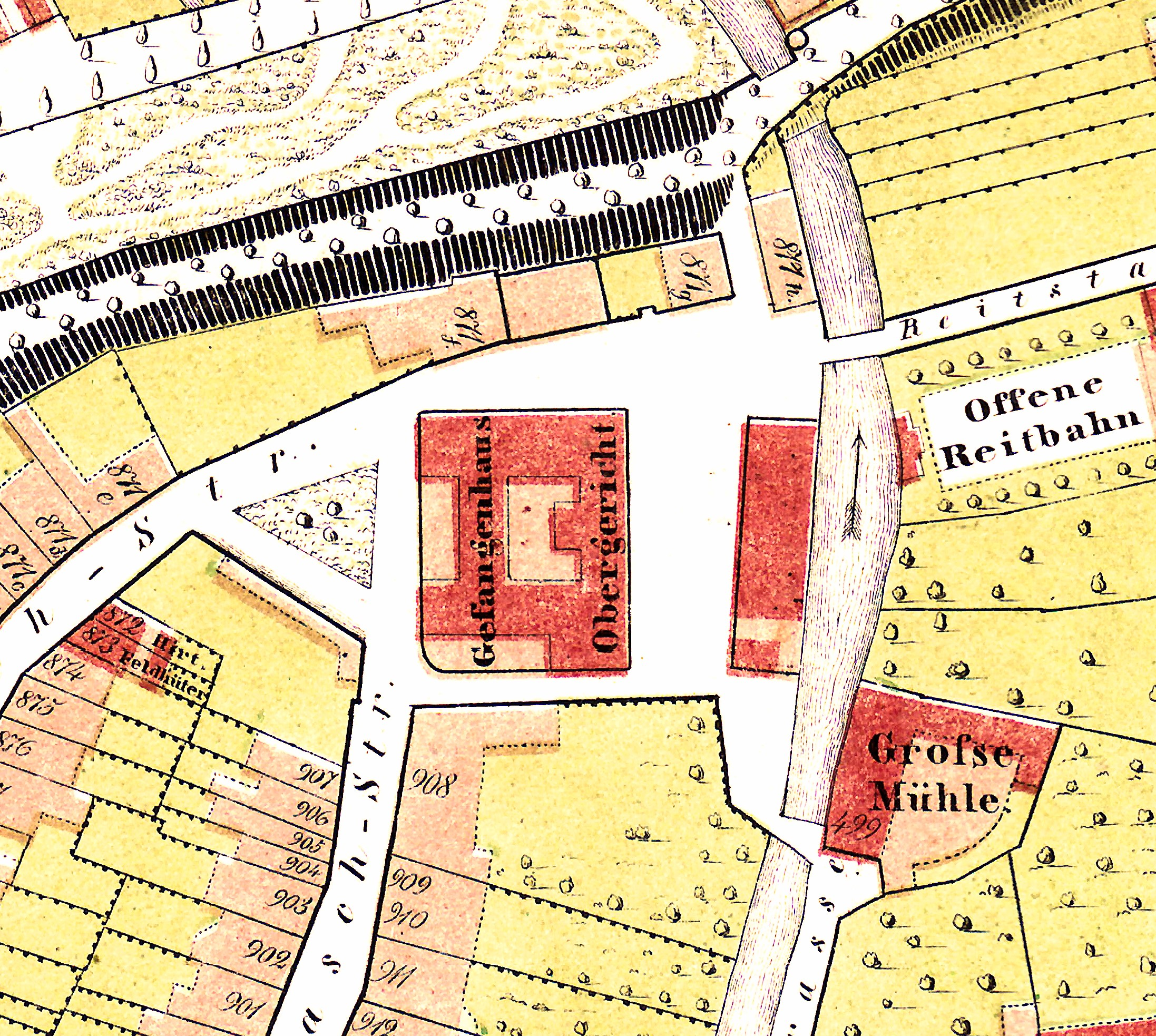
Obergericht Göttingen im Prizelius-Stadtplan (1864)

Als Sitz des Königlich Hannoverschen Obergerichts Göttingen wurde das Gebäude (heutige Adresse: Waageplatz 7) 1854–1856 nach Plänen des Landbaumeisters Otto Praël unter Mitwirkung des jungen Landbaukondukteurs Friedrich Doeltz errichtet; ausführender Bauunternehmer war Christian Friedrich Andreas Rohns.
Das Gerichtsgebäude ist eine dreigeschossige Dreiflügelanlage unter flachen Walmdächern, das sich mit ungleichen westlichen Seitenflügeln rückwärtig an das ältere und ursprünglich als Solitär freistehende Gefängnis (Justizvollzugsanstalt Göttingen, Obere-Masch-Straße 9) anschließt. Der Waageplatz vor der Ostfassade des Gerichtsgebäudes entstand in seiner heute erlebbaren Weiträumigkeit erst nach dem Abriss des gegenüber am Leinekanal stehenden großen städtischen Brauhauses. Die nach außen gerichteten Sandsteinquader-Fassaden des Gerichts sind repräsentativ im Hannoverschen Rundbogenstil gestaltet und bilden eine symmetrische Hauptfront nach Osten zum Platz, mit Seitenrisaliten und einer zusammengezogenen dreiachsigen Mitte. Über dem Gurtgesims des Sockelgeschosses erheben sich die beiden von Kantenlisenen eingefassten Hauptgeschosse, die oben mit einem Rundbogenfries und zusätzlich einem Vierpassfries abschließen, auf dem ein klassisches Kranzgesims mit aufliegender Dachrinne sitzt. In den Erdgeschossfassaden befinden sich mehrere Portale mit originalen Türblätter und Zierformen; besonders aufwändig gestaltet sind die beiden Mittelportale, deren eingestellte Dreiviertelsäulen in den Kapitellen Personifikationen der Gerichtsbarkeit zeigen.

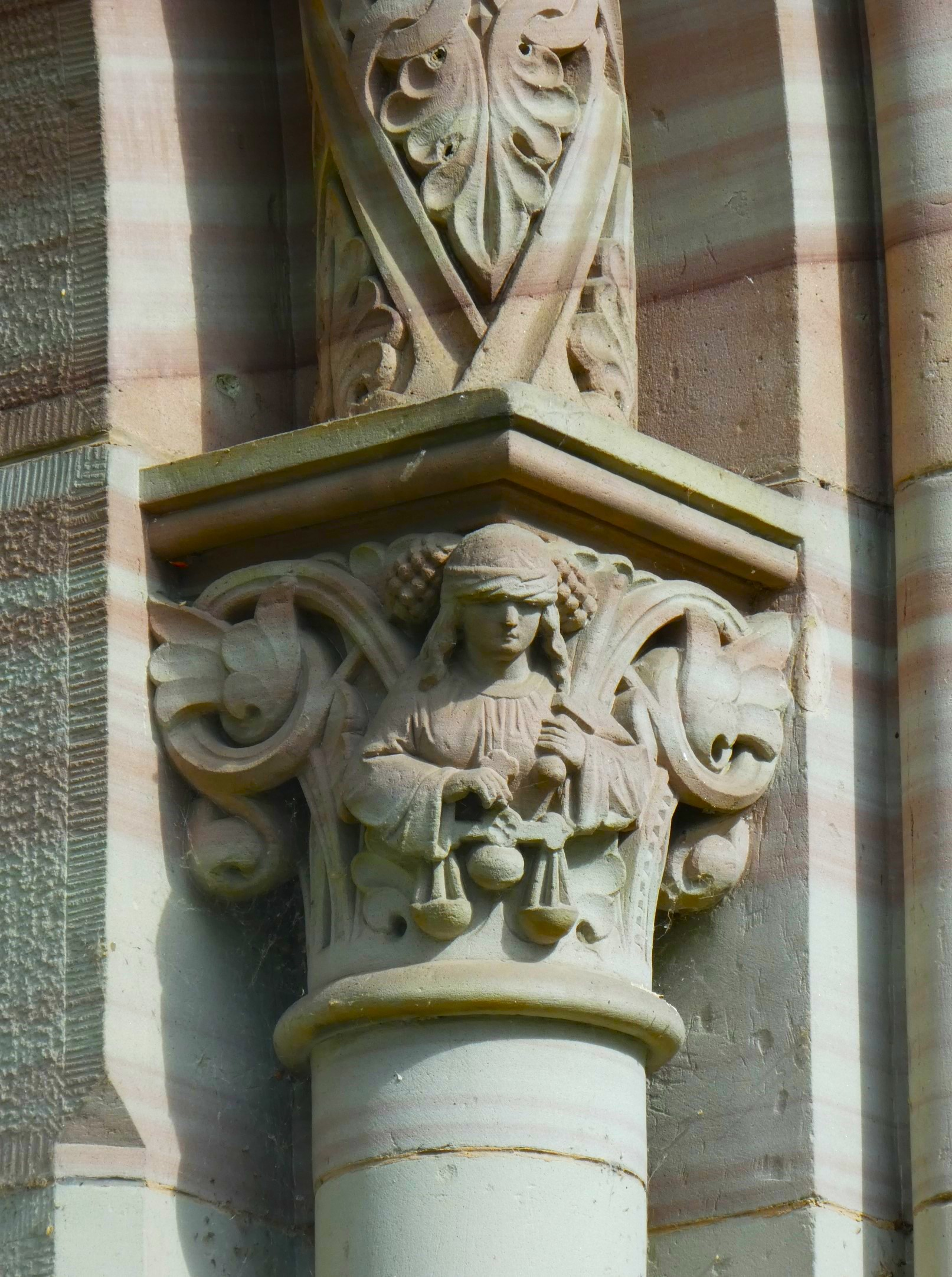
Justitia in einem der vier Gerichtsbarkeits-Kapitelle an den Hauptportalen

Das Gebäude steht wegen seiner geschichtlichen baukünstlerischen und städtebaulichen Bedeutung seit 1982 unter Denkmalschutz. Nach Ansicht des Niedersächsischen Landesamtes für Denkmalpflege ist es neben dem fast zeitgleich entstandenen Bahnhof Göttingen (Bahnhofsplatz 1) und dem fast 10 Jahre jüngeren und von Doeltz entworfenen Auditorium der Universität (Weender Landstraße 2) der größte und bedeutendste Vertreter des hannoverschen Rundbogenstils in Südniedersachsen aus der Zeit des Königreichs Hannover.
In dem Gebäude sitzt heute die Staatsanwaltschaft Göttingen.